# Piauí EC
Piauí EC is een Braziliaanse voetbalclub uit Teresina in de staat Piauí. 

## Geschiedenis
De club werd opgericht in 1948. Van 1966 tot 1969 werd de club vier keer op rij staatskampioen. In 1967 en 1968 nam de club deel aan de Taça Brasil, de competitie die toen de landskampioen bepaalde. In 1967 werd de club in de eerste ronde uitgeschakeld, maar in 1968 werden ze groepswinnaar, voor América de Natal. In de tweede ronde werden ze gewipt door Moto Club. In 1979 en 1986 speelde de club in de Série A, maar werd telkens in de eerste ronde uitgeschakeld. 
Na 1991 verdween de club een aantal jaar uit de hoogste klasse en keerde terug in 2000 voor één seizoen en terug opnieuw in 2002. Sindsdien speelt de club onafgebroken in het Campeonato Piauiense. 

## Erelijst
Campeonato Piauiense
1966, 1967, 1968, 1969, 1985